# José Miguel Devéscovi
José Miguel Gerardo Devéscovi Dzierson (San Isidro; Lima, 5 de julio de 1951) es un agrónomo, empresario y político peruano. Fue congresista de la república por la región Ica durante el periodo 2001-2006.

## Biografía
José Miguel Devéscovi nació el 5 de julio de 1951 en el distrito de San Isidro, ubicado en la ciudad de Lima en Perú. Es hijo de José Devéscovi Lyons y Margarita Dzierson.
Cursó sus estudios primarios y secundarios en su ciudad natal y superiores de agronomía entre 1968 y 1969 en la Pontificia Universidad Católica del Perú. Trabajó en la actividad agropecuaria privada como gerente de distintos fundos y empresas agrarias del departamento de Ica.
Su participación política se dio principalmente dentro del Frente Independiente Moralizador. Fue candidato al Congreso de la República del Perú en las elecciones de 2001 y del 2006, resultando electo en la primera de esas dos oportunidades. Durante su gestión como congresista, participó en la formulación de 139 proyectos de ley.
Asimismo, postuló a la presidencia del Gobierno Regional de Ica en las elecciones regionales del 2010.